# Lijst van orkestliederen
Dit is een lijst met orkestliederen. De lijst is per land opgezet. Deze lijst is verre van compleet en bevat in ieder geval de meest uitgevoerde composities in de huidige concertpraktijk en vele werken die niet veel meer worden uitgevoerd maar de moeite waard zijn. 

## Duits taalgebied
Ludwig van Beethoven
- 'Ah, perfido'-'Per pietà' op. 65 (concertaria)

Alban Berg
- Zeven vroege liederen, 1905-1908, georkestreerd in 1928
- Fünf Orchesterlieder nach Ansichkarten-texten von Peter Altenberg op. 4
- Drei Bruchstücke aus 'Wozzeck', voor sopraan en orkest, 1924
- Der Wein, concert aria, voor sopraan en orkest, 1929

Hanns Eisler
- Ernste Gesänge für Baritonsolo und Streichorchester

Karl Amadeus Hartmann
- Gesangsszene (tekst: Jean Giraudoux: Sodom et Gomorrha, voor bariton en orkest

Hans Werner Henze
- Fünf Neapolitanische Lieder voor bariton en klein orkest
- Nachtstücke und Arien voor sopraan en orkest
- Der Vorwurf, concert aria, voor bariton, trompet, trombone en strijkorkest
- Wesendonck-Lieder, arrangement van Richard Wagners compositie voor alt en kamerorkest
- 2 Concertarias (uit de opera König Hirsch), voor tenor en klein orkest

Paul Hindemith
- Drei Gesänge op. 9, voor sopraan en orkest, 1917
- Die junge Magd op. 23b (Georg Trakl), voor alt, fluit, klarinet en strijkkwartet, 1922
- Das Marienleben (Rainer Maria Rilke), voor sopraan en orkest, 1938-1959

Gustav Mahler
- Lieder eines fahrenden Gesellen
- Kindertotenlieder
- Rückert-Lieder
- Lieder aus Des Knaben Wunderhorn (liederencyclus voor sopraan, tenor en orkest)
- Das Lied von der Erde (symfonie voor sopraan, tenor en orkest

Frank Martin
- Die Weise von Liebe und Tod de Cornets Christoph Rilke (der Cornet) (Rilke) voor alt en orkest
- 6 Monologe aus "Jedermann" (Hugo von Hofmannsthal) voor alt of bariton en orkest, 1949

Max Reger
- Orkestraties van liederen van Hugo Wolf en Franz Schubert
- An die Hoffnung op. 124 (Friedrich Hölderlin), voor solostem en orkest, 1914
- Hymnus der Liebe op. 136, 1914

Othmar Schoeck
- Elegie op.36, 1922-3
- Lebendig Begraben op. 40 (Keller), voor bariton en orkest, 1926
- Befreit Sehnsucht op. 66, 1952
- Nachhall op.70, 1954-6

Arnold Schoenberg
- Lied der Waldtaube [uit Gurrelieder], arrangement voor mezzosopraan en 17 instrumenten
- Zes orkestliederen op. 8, 1904
- Vier orkestliederen op. 22, 1916

Franz Schreker
- Vom ewigen Leben vor sopraan en orkest (Walt Whitman), 1927

Richard Strauss
- Uit: Acht Lieder aus Letzte Blätter, 1885: No. 1: Zueignung & no. 8: Allerseelen
- Uit: Fünf Lieder op. 15, 1884: No. 5: Heimkehr
- Uit: Sechs Lieder op. 17, 1887: No. 2: Ständchen
- Vier Lieder op. 27, 1894: No. 1: Ruhe, meine Seele; no. 2 Cäcilie; no. 3 Heimliche Aufforderung & no.4: Morgen
- Uit: Drei Lieder op. 29, 1895: No. 1: Traum durch die Dämmerung
- Uit: Fünf Lieder op. 32, 1896: No. 1: Ich trage meine Minne & no. 3: Liebeshymnus
- Vier Gesänge op. 33, 1897: No.1: Verführung; no. 2: Gesang der Apollopriesterin; no. 3: Hymnus & no. 4: Pilgers Morgenlied
- Uit: Vier Lieder op. 36: No. 1: Das Rosenband
- Uit: Sechs Lieder op. 37: No. 2: Ich liebe dich; no. 3: Meinem Kinde & no. 4: Mein Auge
- Uit: Fünf Lieder op. 39, 1898: No. 3: Der Arbeitsmann  & no. 4: Befreit
- Uit: Fünf Lieder op. 41, 1899: No. 1: Wiegenlied
- Uit: Drei Lieder op. 43, 1899: No. 2: Muttertändelei
- Zwei grössere Gesänge op. 44, voor alt of bas en orkest, 1899: No. 1: Notturno (Richard Dehmel) & no. 2: Nächtliger Gang (Friedrich Rückert)
- Uit: Fünf Lieder op. 47, 1900: No.2: Des Dichters Abendgang
- Uit: Fünf Lieder op. 48, 1900: No.1: Freundliche Vision; no. 4: Winterweihe & no. 5: Winterliebe
- Uit: Acht Lieder op. 49: No.1: Waldseligkeit,op.49
- Zwei Gesänge, voor bas en orkest op. 51: No. 1: Das Thal (Ludwig Uhland) & no.2: Der Einsame (Heinrich Heine)
- Uit: Sechs Lieder op. 56: No.5: Frühlingsfeier & no. 6: Die heilige drei Könige aus Morgenland
- Sechs Lieder von Brentano op. 68: No. 1: An die Nacht; no. 2: Ich wollt' ein Sträusslein binden; no. 3: Säusle, liebe Myrthe; no. 4: Als mir dein Lied erklang; no. 5: Amor & no. 6: Lied der Frauen
- Drei Hymnen von Friedrich Hölderlin, voor sopraan of tenor en orkest op. 71, 1921: 1. Hymne an die liebe, 2. Rückkehr in der Heimat, 3. Die Liebe
- Vier letzte Lieder, voor sopraan of tenor en orkest, 1948: No.1  Frühling (Hermann Hesse); no.2 September (Hesse); no.3 Beim Schlafengehen (Hesse) & no.4 Im Abendrot (Joseph von Eichendorff)

Egon Wellesz
- Amor timido op.50 voor sopraan en orkest, 1934
- Lied der Welt (Hofmannsthal), op. 54 voor sopraan en orkest, 1935
- Leben, Trauern und Tod (Hofmannsthal) voor alt en orkest op. 55, 1935
- Vision (Trakl), op. 99 voor sopraan en orkest, 1966

Hugo Wolf
- 4 Goethe-Lieder; Mörike-Lieder en Drei Michelangelo-Lieder

Alexander von Zemlinsky
- Lyrische Symphonie op. 18 (Rabindranath Tagore), voor sopraan, bariton en orkest, 1923
- 6 Gesänge op. 13 (Maurice Maeterlinck), voor mezzosopraan of bariton en orkest, 1910-13
- Symphonische Gesänge op. 20 voor solostem en orkest, 1929

## Engels taalgebied
Samuel Barber
- Knoxville: Summer of 1915, op. 24 voor sopraan en orkest
- Andromache's Farewell, op. 39, scena voor sopraan en orkest
- Two Scenes from Antony and Cleopatra, op. 40, voor sopraan en orkest

Arthur Bliss
- Serenade voor bariton en orkest, 1929
- The Enchantress (naar Theocritus), scena voor alt en orkest, 1951-1952

Benjamin Britten
- Our hunting fathers op. 8 (W.H. Auden), voor sopraan of tenor en orkest, 1936
- Les illuminations op. 18, voor sopraan of tenor en strijkorkest, 1939
- Serenade op. 31, voor tenor, hoorn en strijkorkest, 1943
- Nocturne op. 60,  voor tenor, 7 instrumenten en strijkorkest, 1958
- Phaedra op. 93, 1975

Gerald Finzi
- Dies Natalis op. 8 voor sopraan of tenor en strijkorkest, 1926-1929;
- Farewell to Arms op. 9, voor tenor en klein orkest, 1940
- Let us garlands bring op.18, voor bariton en strijkorkest, 1942

## Frans taalgebied
Hector Berlioz
- Herminie, scène lyrique, 1828
- La mort de Cléopâtre, scène lyrique, 1829;
- La belle voyageuse, légende irlandaise op. 2, voor mezzosopraan en orkest, 1829
- Les nuits d'été op. 7, voor solostem en orkest

Ernest Chausson
- Poème de l’amour et de la mer op. 19

Joseph Jongen
- 2 mélodies op. 25; 2 mélodies op. 4 5 & 5 mélodies op. 57 voor sopraan en orkest

Maurice Ravel
- Shehérazade

## Nederland
Hendrik Andriessen
- Miroir de Peine voor sopraan en orkest
- Magna res est amor, voor sopraan en orkest
- Fiat Domine voor sopraan en orkest

Alphons Diepenbrock
- 2 Hymnen an die Nacht (tekst: Novalis): 1. Gehoben ist der Stein, 2. Muss immer der Morgen wiederkommen
- Hymne #3 'Wenige wissen….'
- Im grossen Schweigen (tekst: Nietzsche)
- Die Nacht (tekst: Hölderlin) plus zeker nog 50 andere orkestliederen

Jan van Gilse componeerde ongeveer 20 orkestliederen

## Italiaans taalgebied
Ottorino Respighi
- Aretusa (Percy Bysshe Shelley), voor mezzosopraan en orkest, 1910
- Il tramonto (Shelley), voor solostem en orkest, 1914
- La sensitiva (Shelley), voor mezzosopraan en orkest, 1914

## Fins, Zweeds en Noors taalgebied
Gösta Nystroem
- Sånger vid Havet voor sopraan en orkest, 1943

Hilding Rosenberg
Dagdrivaren voor bariton en orkest, 1962
Jean Sibelius
- Våren flyktar hastigt, op. 13 no. 4 (Runeberg), 1914
- Koskenlaskian morsiammet, 1897
- S'en har jag ej frågat mera (…en ik stelde verder geen vragen meer), op. 17 no. 1 (Runeberg)
- Sången om korsspindeln op. 27  (lied van de kruisspin)
- Soluppgång op. 37 no. 3
- Höstkväll op. 38 no. 1 (herfstavond), 1905
- På verandan vid havet op. 38 no. 2 (op een veranda bij de zee)
- I natten op. 38 no. 3 (’s nachts), 1903
- Demanten på marssnön op.36 no.6
- Kom nu hit, död op. 60 (Come away, death (Shakespeare), 1957
- Luonnotar op. 70, voor sopraan en orkest (aangeduid als symfonisch gedicht)(Kalevala)

Wilhelm Stenhammer
- Florez och Blanzeflor, op. 3
- Ithaka, op. 21 voor bariton en orkest, 1891
- 4 Stockholmsdikter, op. 38, 1918

## Overige
Witold Lutosławski
- Silezische triptiek voor sopraan en orkest, 1951
- Paroles tissées, voor tenor en kamerorkest, 1965
- Les espaces du sommeil, voor bariton en orkest, 1975
- Chantefleurs et chantefables, voor sopraan en orkest, 1991

Vítězslav Novák
- Melancholické pisne o lásce op. 38 (melancholische liederen over de liefde) voor sopraan en orkest, 1906
- 2 legendy na slova lidové‚ poesie moravské, op. 76, 1944

Karol Szymanowski
- 3 delen uit gedichten van Jan Kasprowicz op. 5, voor solostem en orkest, 1902
- Salome (Kasprowicz) op. 6
- Pentheselia op. 18 voor sopraan en orkest, 1912
- Piesni milosne Hafiza (liefdesliederen uit Hafiz), op. 26, 1914
- Piesni ksiezniczki z basni (liederen van de sprookjesprinses), op. 31, 1933
- Demeter op.37b (naar Euripides: Bacchae)
- Agave, op. 39, voor alt, vrouwenkoor en orkest, 1917-1924
- Piesni muezina szalonego (liederen van de verdwaasde muezzin), op. 42, 1934